# Marmon

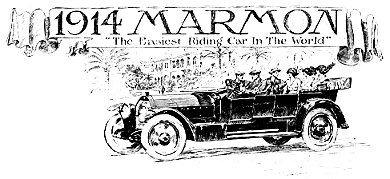
Werbung für den Marmon Modell 48 (1914)

Marmon war eine Pkw-Marke, die von Nordyke Marmon & Company in Indianapolis (Indiana) von 1902 bis 1924 und von der Marmon Motor Car Company von 1924 bis 1933 hergestellt wurde.

## Marmon-Pkw

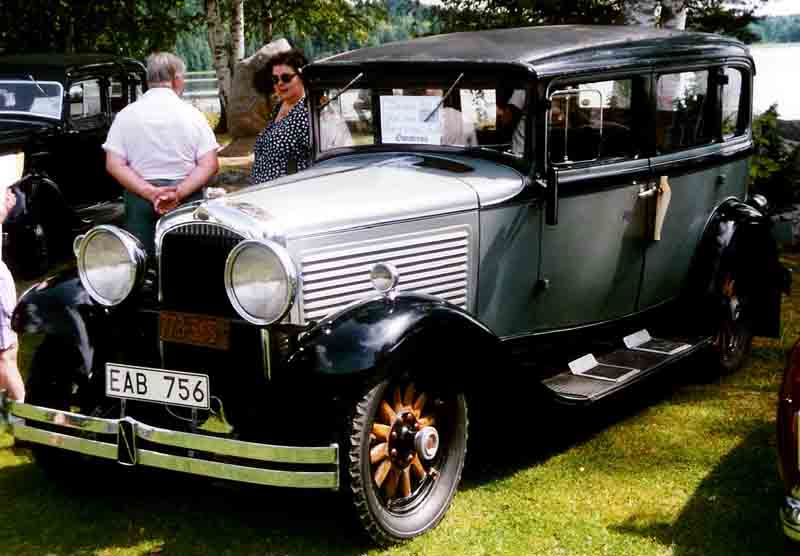
Marmon Modell 69 Limousine 4 Türen (1929)

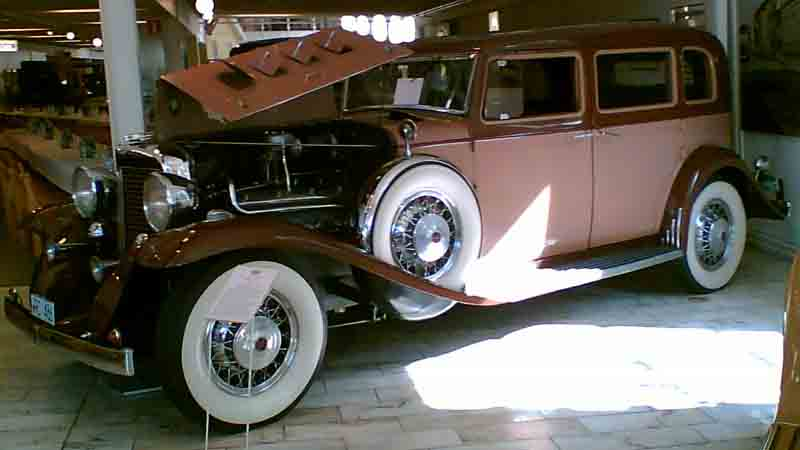
Marmon Sixteen Limousine 4 Türen (1933)

Die Muttergesellschaft von Marmon wurde 1851 gegründet und stellte Mühlentechnik her. Ende des 19. Jahrhunderts fertigte man auch Maschinen für andere Bereiche. 1902 begann eine kleine Produktion automobiler Prototypen mit luftgekühlten V2-Motoren. Ein luftgekühlter Vierzylinder-V-Motor kam im Folgejahr, und die nächsten fünf Jahre beschäftigte man sich mit ersten V6- und V8-Motoren, bevor man sich konventionellen Reihenmotoren zuwandte. Die Marmons hatten sich bald einen guten Ruf als zuverlässige, schnelle und große Autos erworben.
Vom Modell 32 aus dem Jahre 1909 wurde der Wasp abgeleitet, der 1911 der erste Sieger des Indy-500-Rennens. Dieser Wagen besaß einen der ersten Rückspiegel der Welt.
Das Modell 34 von 1916 hatte einen Sechszylinder-Reihenmotor aus Aluminium, ein Material, das an diesem Wagen auch an Fahrgestell und Karosserie verarbeitet wurde, um sein Leergewicht auf nur 1495 kg zu senken. Mit einem Modell 34 wurde eine Fahrt von Küste zu Küste durchgeführt, wobei der Rekord von Erwin „Cannonball“ Baker spektakulär gebrochen wurde.
1924 führte man neue Modelle ein, um das langlebige Modell 34 zu ersetzen, aber das Unternehmen kam in finanzielle Schwierigkeiten und wurde 1926 in die Marmon Motor Car Co. überführt.
1929 führte Marmon ein Auto mit Achtzylinder-Reihenmotor zu einem Preis unter 1000 US-Dollar ein, nannte ihn Roosevelt und vermarktete ihn unter der Marke Roosevelt, aber der Schwarze Donnerstag des Jahres 1929 verschlimmerte die Probleme der Firma. 1927 hatte Howard Marmon seine Arbeiten am ersten V16-Motor der Welt begonnen, konnte aber erst 1931 das Serienmodell Sixteen vorstellen. Da hatte Cadillac bereits seinen V-16 eingeführt, der von dem ehemaligen Marmon-Ingenieur Owen Nacker konstruiert worden war. Auch Peerless entwickelte einen V16 mit Hilfe eines ehemaligen Marmon-Konstrukteurs, James Bohannon.
Der Marmon Sixteen wurde nur drei Jahre lang gebaut und es entstanden 400 Stück. Sein Hubraum betrug 8046 cm³ und er leistete 200 bhp (147 kW). Der Motor hatte einen Aluminiumblock und Zylinderköpfe aus Aluminium; die Laufbuchsen waren aus Stahl und der Zylinderwinkel betrug 45°.
1933 entstand als Prototyp der Marmon HCM Special mit einem Zwölfzylindermotor.
1933, im schlimmsten Jahr der Weltwirtschaftskrise, stellte Marmon den Bau von Automobilen ein.

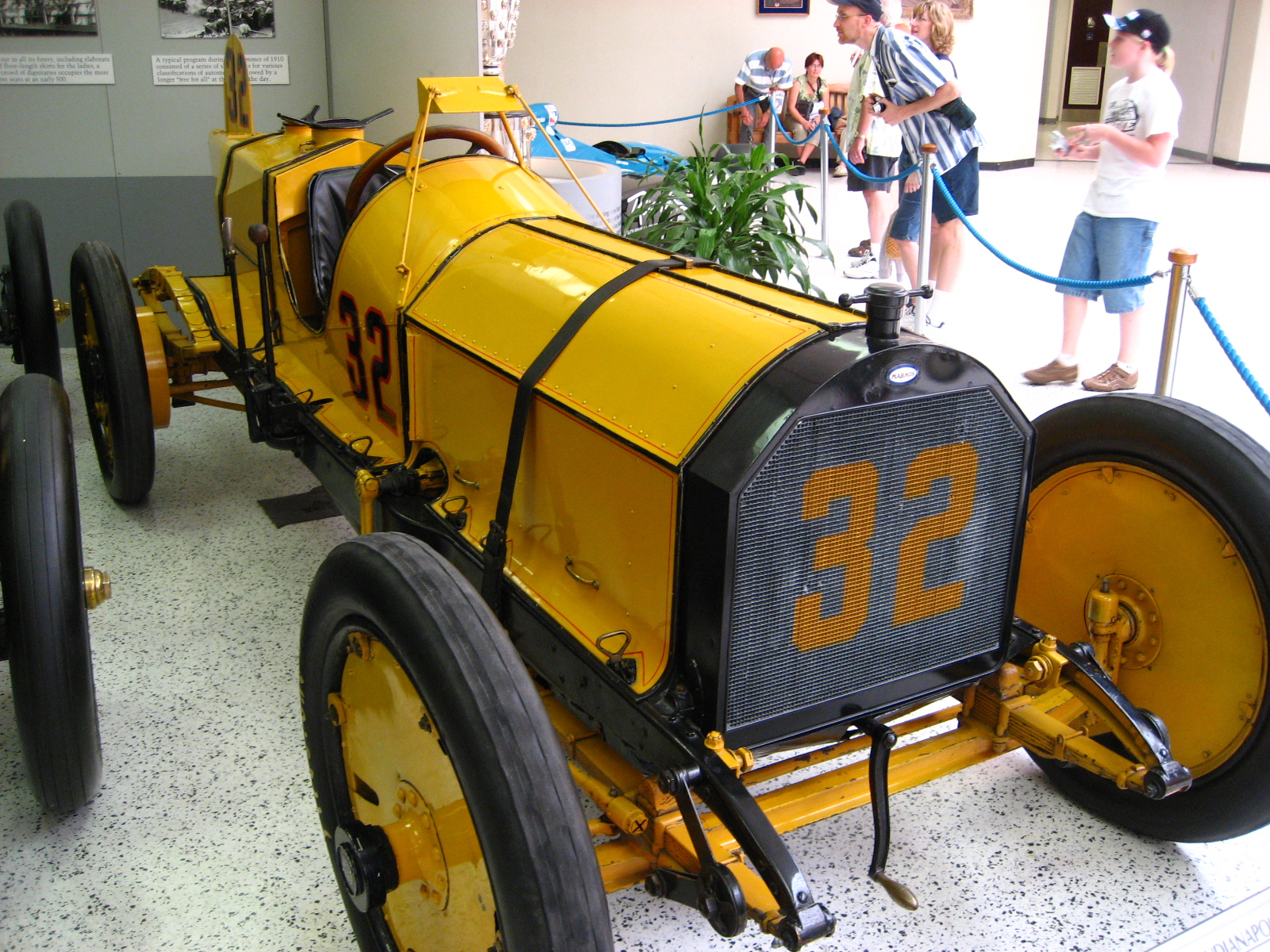
Ray Harrouns „Wasp“, Sieger des Indy 500-Rennens 1911. Den Rückspiegel des Autos sieht man an der Verspannung vor dem Lenkrad.

Marmon bleibt als Erfinder des Rückspiegels, wegen der Einführung des V16-Motors und der Anwendung von Aluminium im Automobilbau in Erinnerung.

## Weitere Verwendung des Namens Marmon als Teil von Firmierungen und Markennamen
Zwar stellte Marmon die eigene Automobilproduktion ein, aber man stellte Komponenten für andere Autofirmen sowie LKW her. Als die Weltwirtschaftskrise den Markt für Luxusautomobile drastisch verkleinerte, tat sich die Marmon Car Company mit Arthur (Colonel) Herrington zusammen, einem ehemaligen Armeeingenieur, der an der Konstruktion von Allradfahrzeugen beteiligt war. Die neue Gesellschaft hieß Marmon-Herrington.
Marmon-Herrington begann erfolgreich, da man Bestellungen für Flugzeugtankfahrzeuge, Fahrlafetten mit Allradantrieb und die größten Lastwagen der damaligen Zeit für die irakische Betreibergesellschaft der Ölpipeline erteilt bekam. Darüber hinaus gelang es der Geschäftsführung, das Unternehmen auf dem Markt für preisgünstige Allradfahrzeuge zu etablieren.
Dies ließ den Marmon-Herrington-Ford entstehen. Der Umbau von LKW-Fahrgestellen auf Allradantrieb ist bis heute der Hauptgeschäftszweck der Marmon-Herrington Company.
In den frühen 1960er-Jahren wurde Marmon-Herrington von der Familie Pritzker aufgekauft und wurde Teil einer Firmengruppe, der man den Namen Marmon Group gab.

## Modelle
| Modell        | Bauzeitraum | Zylinder | Leistung               | Radstand     |
| ------------- | ----------- | -------- | ---------------------- | ------------ |
| Modell A      | 1904        | 4 Zyl.   | 20 bhp (14,7 kW)       | 2134 mm      |
| Modell B      | 1905        | 4 Zyl.   | 20 bhp (14,7 kW)       | 2286 mm      |
| Modell C      | 1906        | 4 Zyl.   | 24 bhp (17,6 kW)       | 2286 mm      |
| Modell D      | 1906        | 4 Zyl.   | 30 bhp (22 kW)         | 2286 mm      |
| Modell C-7    | 1907        | 4 Zyl.   | 24 bhp (17,6 kW)       | 2438 mm      |
| Modell F      | 1907        | 4 Zyl.   | 35 bhp (25,7 kW)       | 2642 mm      |
| Modell G      | 1908        | 4 Zyl.   | 40 bhp (29 kW)         | 2642 mm      |
| Modell H      | 1908        | 4 Zyl.   | 50 bhp (37 kW)         | 2896 mm      |
| Modell 45     | 1909        | 4 Zyl.   | 60 bhp (44 kW)         | 2997 mm      |
| Modell 50     | 1909        | 4 Zyl.   | 60 bhp (44 kW)         | 2997 mm      |
| Modell 32     | 1909–1914   | 4 Zyl.   | 32–40 bhp (23,5–29 kW) | 2845–3048 mm |
| Modell 48     | 1913–1915   | 6 Zyl.   | 48 bhp (35,3 kW)       | 3683 mm      |
| Modell 41     | 1914–1916   | 6 Zyl.   | 41–43 bhp (30–31,6 kW) | 3353 mm      |
| Modell 34     | 1916–1924   | 6 Zyl.   | 34–84 bhp (25–62 kW)   | 3454 mm      |
| Modell 74     | 1925–1926   | 6 Zyl.   | 84 bhp (62 kW)         | 3454 mm      |
| Little Marmon | 1927        | 8 Zyl.   | 64 bhp (47 kW)         | 3327 mm      |
| Modell 75     | 1927–1928   | 6 Zyl.   | 84 bhp (62 kW)         | 3454 mm      |
| Modell 68     | 1928–1929   | 8 Zyl.   | 42–76 bhp (31–56 kW)   | 2896 mm      |
| Modell 78     | 1928–1929   | 8 Zyl.   | 86 bhp (63 kW)         | 3048 mm      |
| Modell 69     | 1930        | 8 Zyl.   | 76 bhp (56 kW)         | 2997 mm      |
| Modell 79     | 1930        | 8 Zyl.   | 107 bhp (79 kW)        | 3175 mm      |
| Big 8         | 1930        | 8 Zyl.   | 125 bhp (92 kW)        | 3454 mm      |
| Modell 70     | 1931        | 8 Zyl.   | 84 bhp (62 kW)         | 2870 mm      |
| Modell 88     | 1931        | 8 Zyl.   | 125 bhp (92 kW)        | 3302–3454 mm |
| Sixteen       | 1931–1933   | 16 Zyl.  | 200 bhp (147 kW)       | 3683 mm      |
| Modell 8-125  | 1932        | 8 Zyl.   | 125 bhp (92 kW)        | 3175 mm      |